# Komunia święta duchowa
Komunia święta duchowa to rodzaj modlitwy katolików, mającej na celu "pielęgnowanie w duszy stałego pragnienia Sakramentu Eucharystii".
Była stosowana przez wielu świętych i innych mistrzów życia duchowego. Tradycja jej stosowania pochodzi od Soboru Trydenckiego.
Pius XII pisał w encyklice Mediator Dei et hominum: 

Kościół życzy sobie w szczególności, aby chrześcijanie przynajmniej pragnieniem przyjmowali eucharystyczny pokarm, zwłaszcza gdy im niełatwo uczynić to rzeczywiście, a to zaś w ten sposób, by wzbudziwszy żywą wiarę i upokorzywszy z uszanowaniem duszę, ufając całkowicie woli Boskiego Zbawiciela, łączyli się z Nim najpłomienniejszym jak tylko mogą uczuciem miłości.